# Echokompensation
Als Echokompensation bezeichnet man in der Elektronik, Fernmeldetechnik und Datenübertragung Verfahren zur Unterdrückung oder Beseitigung von Echo oder Halleffekten bei gleichzeitigem Senden und Empfangen (Duplex) von Signalen. In der Fernmeldetechnik wird die Echokompensation auch als Echoannullierung bezeichnet.
Beispielsweise gelangt die Stimme aus dem Lautsprecher beim Telefonieren mit Freisprechanlagen wieder zum Mikrofon und wird zurückübertragen. Der Teilnehmer am anderen Ende hört somit das Echo seiner eigenen Stimme. Ähnliches kann auch durch Induktion oder kapazitive Effekte bei der Datenübertragung (Übersprechen) in elektrischen Leitern und elektronischen Bauteilen hervorgerufen werden. Um dieses zu verhindern, kommt die Echokompensation zum Einsatz.
Über spezielle Filter kann eine einfache echo suppression (‚Echounterdrückung‘) erzielt werden, wesentlich besser jedoch ist die echo cancellation (‚Echoauslöschung‘ durch Subtraktion des geschätzten Echosignals). Verfahren zur Echokompensation und zur Störsignalunterdrückung werden heute meist in entsprechende Signalprozessoren implementiert.
Im allgemeineren Sinne ist die Echokompensation ein Verfahren, um die beiden Richtungen der Signalübertragung beim Duplexbetrieb über ein gemeinsames Medium (z. B. die Luft des Hörraums aus obigem Beispiel der Freisprechanlage oder die Fernmeldeleitungen bei ISDN) zu trennen.